# Monardella crispa
Monardella crispa är en kransblommig växtart som beskrevs av Adolph Daniel Edward Elmer. Monardella crispa ingår i släktet Monardella och familjen kransblommiga växter. Inga underarter finns listade i Catalogue of Life.